# Sauvée par Rover
Pour plus de détails, voir Fiche technique et Distribution.
Sauvée par Rover (Rescued by Rover) est un film britannique réalisé par Lewin Fitzhamon, sorti en 1905.

## Synopsis
Ce film raconte l'enlèvement d'un bébé de la bonne société par une mendiante qui veut se venger d'un refus d'aumône de la part de la nourrice, et son sauvetage par le chien de la famille qui conduit par son flair le père jusqu'au galetas de la mendiante.

## Fiche technique
- Titre : Sauvée par Rover
- Titre original : Rescued by Rover
- Scénario : Mme. Hepworth
- Réalisation : Lewin Fitzhamon
- Production : Cecil Hepworth (Hepworth Manufacturinf Co)
- Pays de production :  Royaume-Uni
- Format : noir et blanc - 35 mm - muet
- Durée : 4 min 36 s
- Date de sortie :
  - Royaume-Uni : 3 juillet 1905

## Distribution
- Blair (le chien collet de la famille Hepworth) : Rover
- May Clark : Nourrice
- Cecil Milton Hepworth : le père
- Mme. Hepworth : la mère
- Barbara Hepworth : le bébé

## Analyse
« Sauvée par Rover, parfaite poursuite dramatique où l'on voit un chien arracher une petite fille à sa ravisseuse, fut vendu par centaines de copies. Ces ventes massives, qui sont la règle chez Pathé, sont exceptionnelles de l'autre côté de la Manche. »
Lewin Fitzhamon utilise systématiquement l'action dramatique sur la diagonale du champ de la caméra (du moins en ce qui concerne les extérieurs), appliquant ainsi le principe de l'élongation de l'espace pour augmenter le temps de la poursuite, principe fondamental des cinéastes de l'École de Brighton, qui reprennent un principe esthétique de photographe, tel que le suivait avec talent Louis Lumière, pour en faire un procédé de récit dramatique.
Le film, contrairement aux œuvres de l'époque, est très découpé : il compte 22 plans pour moins de 5 minutes, soit une moyenne de 13 secondes par plan. Mais « dès que Lewin Fitzhamon tourne en intérieur, par exemple dans le galetas de la mendiante, son découpage s’appauvrit. »
Le succès est tel que le film est ensuite « tourné deux autres fois, avec des plans identiques, pour permettre le tirage de plusieurs centaines de copies à une époque où l'on tirait directement d’après le négatif original qui se fatiguait assez vite des passages répétés dans la machine. »
Ce film aurait influencé par la suite le réalisateur D. W. Griffith. Le thème du kidnapping est en 1908 celui du premier film de Griffith, Les Aventures de Dollie. 